# Professional Fighters League
Professional Fighters League (с англ. — «Лига профессиональных бойцов»), в прошлом World Series of Fighting — американская бойцовская организация, занимающаяся проведением турниров по смешанным единоборствам. Основана в 2012 году как World Series of Fighting, перезапущенная как Professional Fighters League в 2017 году, первые соревнования после перезапуска прошли в 2018 году, базируется в Лас-Вегасе, штат Невада.

## История
С момента основания в 2012 году организация сразу же подписала контракт на трансляции с крупным кабельным телеканалом NBCSN, для которого это был уже третий опыт сотрудничества с бойцовскими промоушенами после World Extreme Cagefighting и Ultimate Fighting Championship. Ранее канал пытался заключить сделку на трансляцию турниров UFC, но проиграл конкурс конкурентному каналу Fox, поэтому руководство решило показывать бои другого, менее престижного промоушена. Президент WSOF, известный в прошлом кикбоксер Рэй Сефо, заявил, что организация намерена проводить по 8-10 турниров каждый год.
Первый турнир состоялся в ноябре 2012 года в Лас-Вегасе, в качестве комментаторов выступили известный боец Бас Рюттен и спортивный журналист Майкл Шиавелло. Также комментатором был заявлен знаменитый реслер Курт Энгл, но из-за конфликта интересов его не отпустила компания Viacom, владелец телеканала Spike, где Энгл выступал на шоу TNA Wrestling. В итоге, начиная с пятого турнира, к команде комментаторов присоединились Кенни Райс и Джоуи Варнер, в то время как неизменным ринг-анонсером организации стал Джазз Секуро. Если в США трансляции турниров велись телеканалом NBC Sports, то в Канаде правами обладает канал TSN2, а в Бразилии — Esporte Interativo. Также в 2015 году состоялись первые трансляции по системе pay-per-view.
Большинство турниров организация проводит на территории США, хотя отдельные турниры проходили в Канаде, Никарагуа, Китае, Японии, на Филиппинах. В 2013 году компания предприняла попытку выхода на латиноамериканский рынок, выкупив никарагуанский промоушен Omega MMA и создав на его основе дочернее предприятие World Series of Fighting: Central America. Дебютный турнир получился достаточно громким, так как в главном бою вечера выступил знаменитый никарагуанский боксёр Рикардо Майорга, в прошлом многократный чемпион мира по боксу. Для работы на канадском рынке владельцы WSOF приобрели канадский промоушен Aggression Fighting Championship и превратили его в отдельное своё подразделение World Series of Fighting: Canada. Компания работала и на азиатском рынке, заключив партнёрское соглашение с японской бойцовской организацией Pancrase. Были озвучены планы продвижения бренда WSOF на территории Новой Зеландии и Австралии.
За четыре года своего существования организация провела более сорока турниров и вошла в число наиболее популярных ММА-промоушенов, уступая по этому показателю только UFC и Bellator. По величине считается третьей крупнейшей бойцовской организацией США.
В 2017 году группа инвесторов из Рестона, штат Виргиния, называющая себя MMAX Investment Partners, приобрела контрольный пакет акций WSOF. Новые владельцы переименовали организацию в Professional Fighters League и внесли некоторые изменения в её концепцию. В частности, теперь здесь появился регулярный сезон, по итогам которого проводится турнир на выбывание из лучших бойцов — победитель такого турнира получает титул чемпиона PFL.
В 2020 году лига провела совместный турнир с российским промоушеном Russian Cagefighting Championship. Турнир стал квалификационным для четырёх бойцов из стран СНГ - победитель подписал контракт с американской лигой.

## Правила

Логотип WSOF

World Series of Fighting использует традиционные унифицированные правила ММА, принятые американскими атлетическими комиссиями. Бои проводятся в восьми мужских весовых категориях и одной женской. Особенность организации состоит в том, что она проводит бои в десятиугольной клетке вместо восьмиугольной, принятой в UFC и многих других организациях.
Основным отличием от азиатских промоушенов является запрет на удары коленом в партере, как и в прочих американских промоушенах. Но в PFL помимо этого а отличии от всех прочих промоушенов запрещены удары локтями как в партере, так и в стойке, что делает его более интересным на тему борьбы, если спортсмены лежат, вместо примитивного "убивания" лежащего снизу всем весом через локти. 